# 1289
سنة 1289 كانت سنة بسيطة تبدأ يوم السبت (الرابط يظهر نموذج التقويم الكامل للسنة) من التقويم اليولياني.

## مواليد
- إليانور من أنجو
- جيمس دوغلاس (كوندوتييرو) عسكري اسكتلندي
- فاكلاف الثالث ملك بوهيميا
- لويس العاشر

## وفيات
- الشاب الظريف